# Guanajuato
Guanajuato (phát âm tiếng Tây Ban Nha: [ɡwanaˈxwato]) là một trong 31 bang, cùng với Quận liên bang, là 32 thực thể Liên bang của México. Bang này được chia làm 46 hạt, thủ phủ là thành phố Guanajuato.
Guanajuato này nằm ở miền trung Mexico. Nó được bao bọc bởi các bang Jalisco về phía tây, Zacatecas về phía đông bắc, San Luis Potosí về phía bắc, Querétaro về phía đông và Michoacán về phía nam. Bang có diện tích 30.608 km ².

## Liên kết
- (tiếng Tây Ban Nha) (tiếng Anh) (tiếng Pháp) Guanajuato: Governmental portal
- Official financial website Lưu trữ ngày 20 tháng 6 năm 2008 tại Wayback Machine
- Periódico a.m. A leading regional daily newspaper